# Iļģuciems
Iļģuciems – jeden z mikrorejonów Rygi – stolicy Łotwy – położony w dystrykcie Kurzeme. Według danych na rok 2021 Iļģuciems zamieszkiwało 31 399 osób, a gęstość zaludnienia wyniosła 8770 os./km². W dzielnicy znajduje się stacja kolejowa: Iļģuciems oraz Iļģuciems cargo.

## Geografia
Całkowita powierzchnia Iļģuciems wynosi 2,44 km², czyli prawie 2 razy mniej niż wynosi średnia powierzchnia wszystkich mikroregionów Rygi. Graniczy z Imanta, Ķīpsala oraz Spilve.

## Galeria

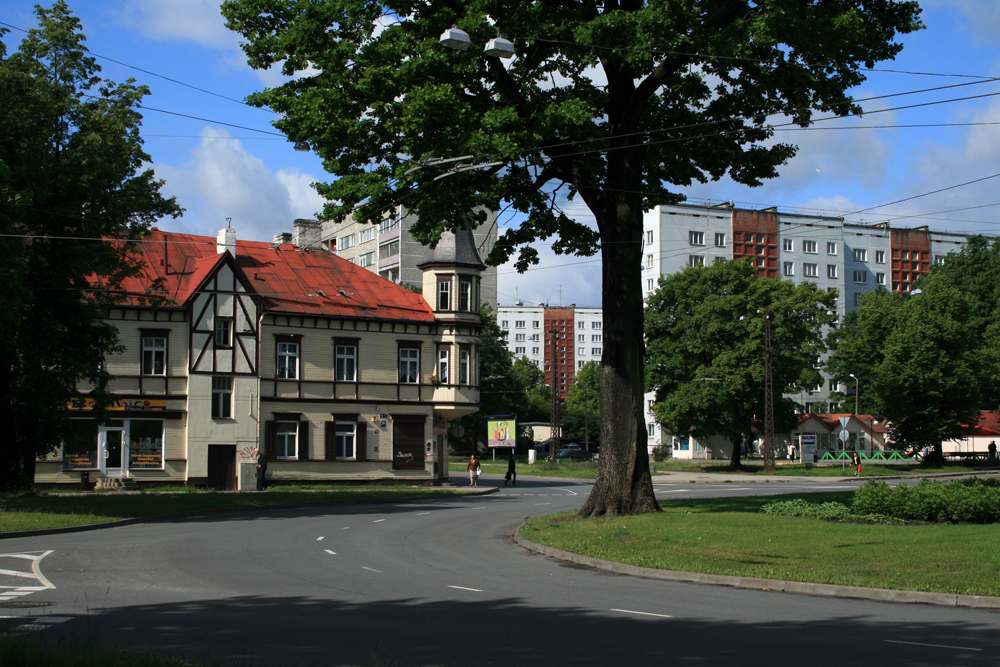
Ulica Buļļu w Iļģuciems
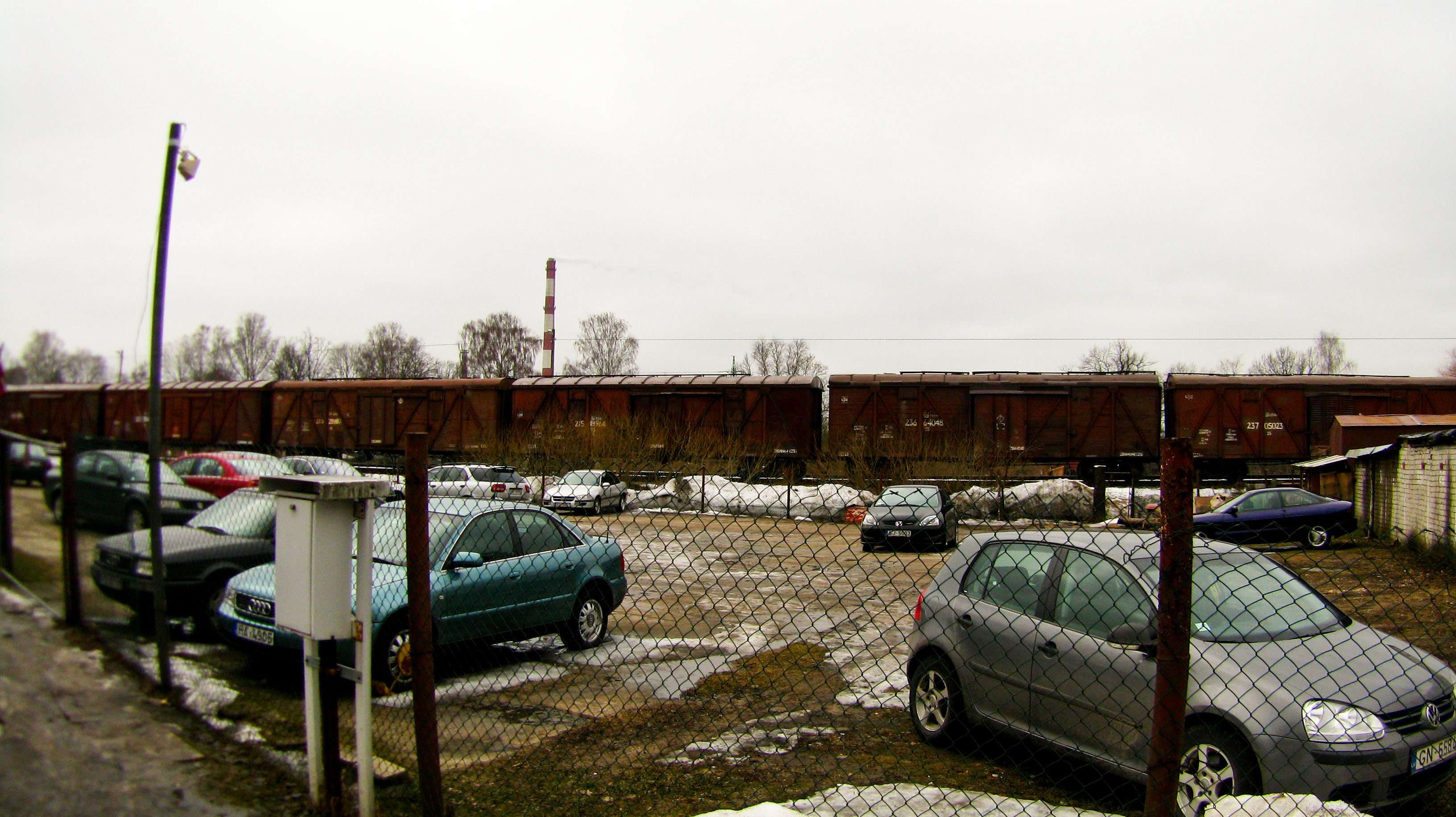
Bocznica kolejowa w Iļģuciems
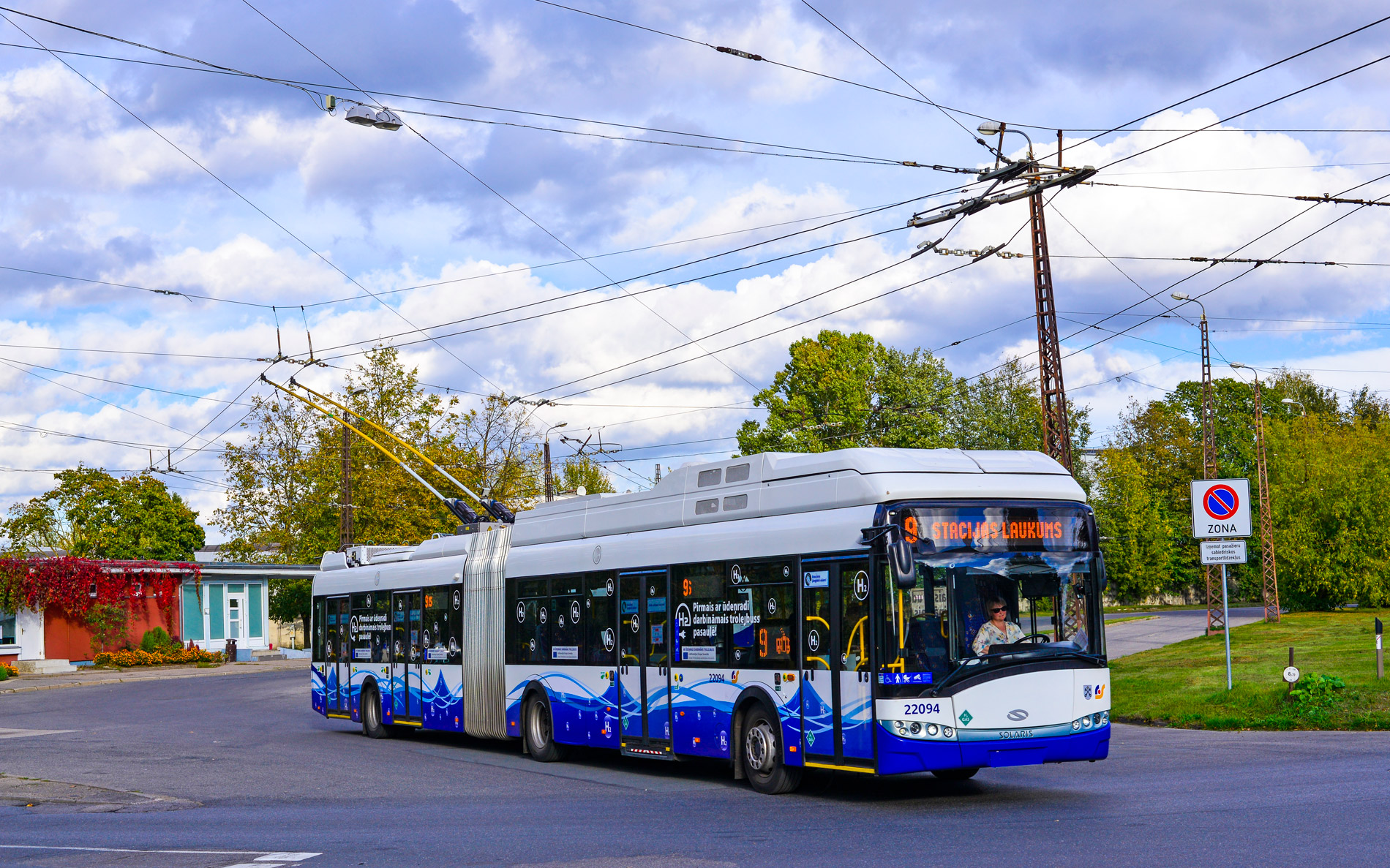
Trolejbus przejeżdżający przez Iļģuciems
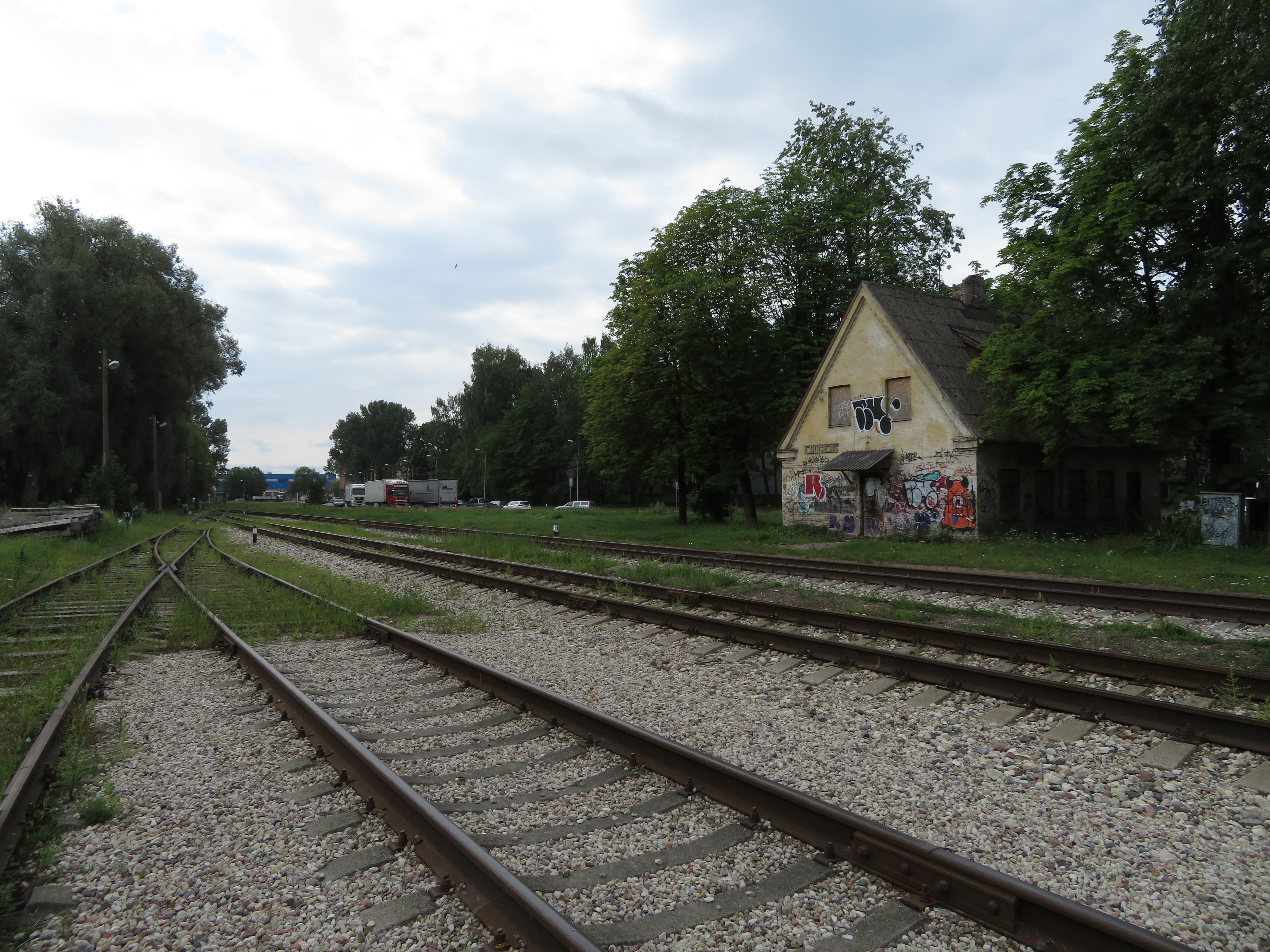
Przystanek kolejowy oraz tory kolejowe w Iļģuciems
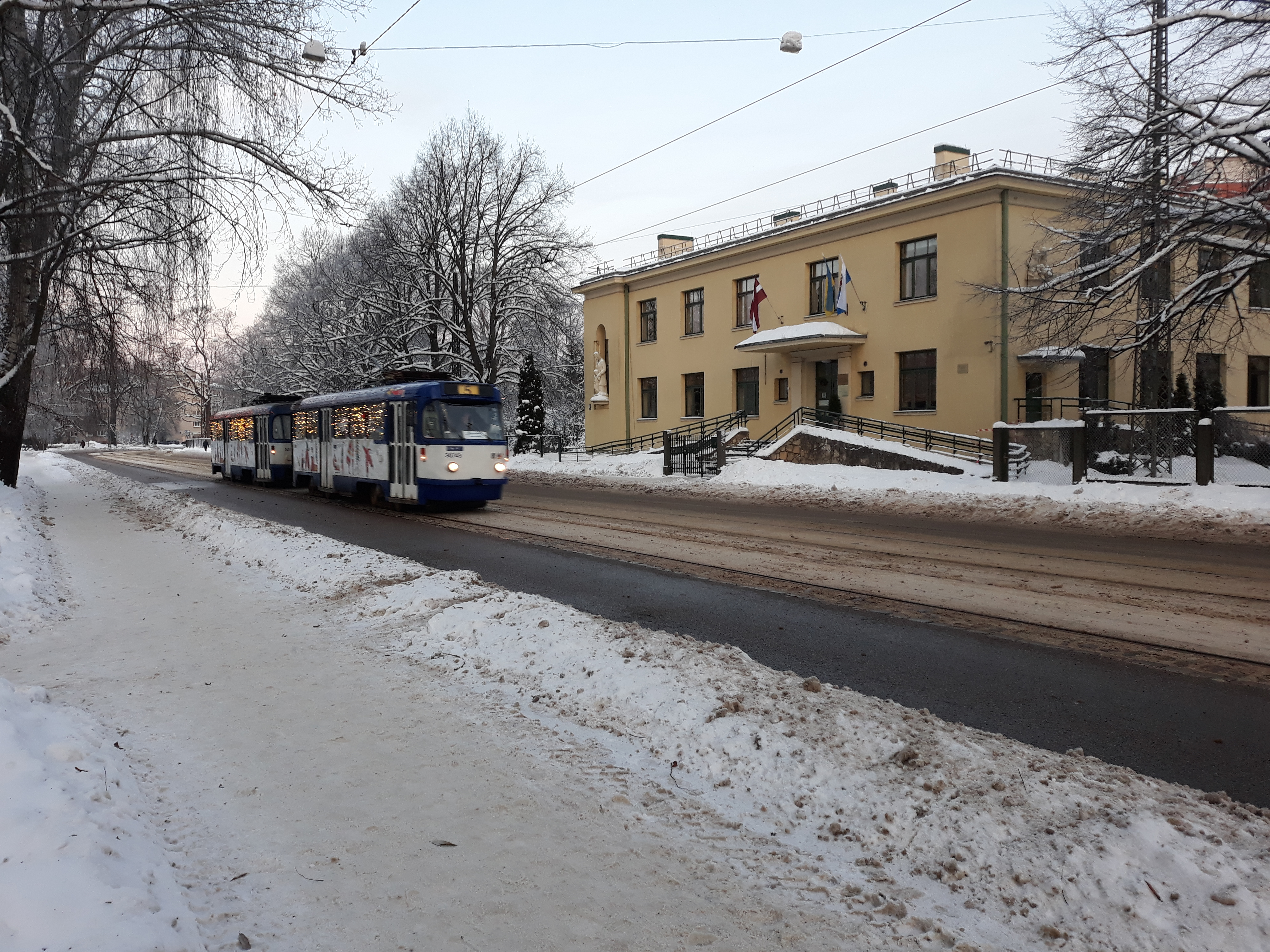
Ulica Dagmāras w Iļģuciems